# Adam Jones (jogador de futebol americano)
Adam "Pacman" Bernard Jones (Atlanta, Geórgia, 30 de setembro de 1983) é um jogador de futebol americano aposentado que atuava na posição de cornerback na National Football League. Jones jogou futebol americano universitário pela Virgínia Ocidental.  Em 2005, foi selecionado pelo Tennessee Titans na primeira rodada do Draft da NFL.
Jones também já atuou pelo Dallas Cowboys. Ele foi suspenso da NFL por toda a temporada de 2007 e parte da temporada 2008, por má conduta e comportamento fora de campo.

## Carreira no Wrestling Profissional

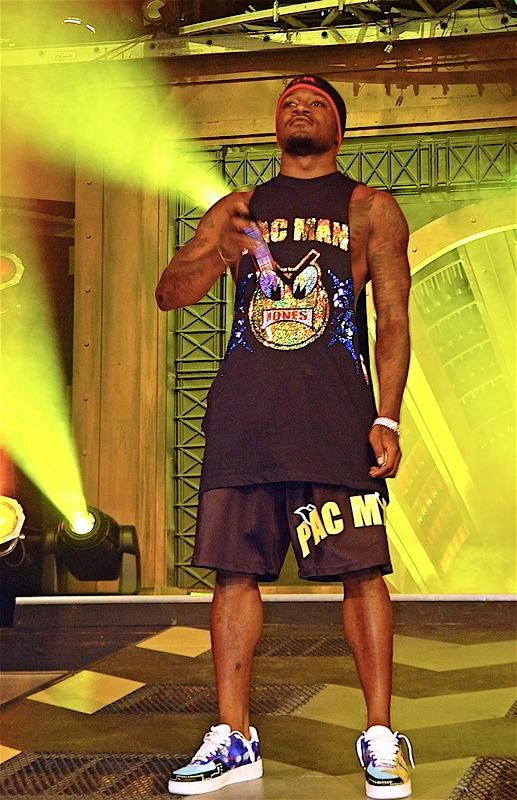
Jones na TNA em 2007

Em 30 de julho de 2007, foi relatado que Jones estava trabalhando em um acordo com a promoção de wrestling profissional, Total Nonstop Action Wrestling (TNA). Desde sua suspensão de um ano na NFL, ele tinha mais tempo em suas mãos para perseguir outros interesses. À medida em que a notícia circulava, o treinador dos Titans, Jeff Fisher, afirmou que seu contrato com o futebol americano poderia impedi-lo de atuar na TNA, mas as negociações continuaram. Em 6 de agosto, a TNA confirmou através do seu site que um acordo tinha sido assinado, e posteriormente, entrevistas com Jones e Jeff Jarrett, um dos vice-presidentes da TNA, indicou que ele tinha a intenção de lutar, principalmente como parte de uma equipe.
Depois de algumas disputas jurídicas, foi anunciado que Jones poderia aparecer para a empresa, mas em um papel não-físico apenas. Durante seu tempo lá, ele foi colocado em uma dupla conhecida como Team Pacman, com Ron "The Truth" Killings, mantendo inclusive o Campeonato Mundial de Duplas da TNA, derrotando Sting e Kurt Angle. Como ele não foi autorizado a aparecer no ringue, Rasheed Lucius "Consequences" Creed foi adicionado ao grupo para lutar no lugar de Jones. Creed e Killings acabaram perdendo os títulos de duplas para a equipe de A.J. Styles e Tomko no evento Bound for Glory.
Seu contrato expirou em 15 de outubro e a TNA optou por não renová-lo, o que resultou em Jones ser "forçado a se aposentar" do wrestling profissional.

### Campeonatos e realizações no Wrestling
- Total Nonstop Action Wrestling
  - TNA World Tag Team Championship (1 vez) – com Ron Killings e Consequences Creed[13]